# Beaumont-en-Beine
Beaumont-en-Beine es una comuna francesa, situada en el departamento de Aisne, de la región de Alta Francia. Se encuentra a 130 kilómetros de París.

## Demografía
| 148 | 127 | 128 | 157 | 138 | 137 | 150 | 172 |
| Para los censos de 1962 a 1999 la población legal corresponde a la población sin duplicidades (Fuente: INSEE [Consultar]) |     |     |     |     |     |     |     |